# Eric Bloom
Eric Bloom (New York, 1º dicembre 1944) è un cantante, chitarrista e tastierista statunitense, membro della band Blue Öyster Cult.

## Biografia
Cresciuto nel Queens comincia ben presto a suonare la chitarra, e nel periodo universitario è membro di vari gruppi. Dopo essersi trasferito a Long Island presso la sorella trova lavoro in un negozio di strumenti musicali. Qui conosce Buck Dharma e Allen Lanier, che un giorno entrano nel negozio. Dopo poco tempo, nel 1969, Bloom diviene il cantante della loro band, i "Soft White Underbelly". Il gruppo cambia vari nomi fino al definitivo Blue Öyster Cult, e nel 1972 avviene l'esordio discografico.